# Stoyanka Mutafova
Stoyanka Konstantinova Mutafova (en búlgaro: Стояна Константинова Мутафова), conocida como «la reina de la comedia de Bulgaria» (Sofía, 2 de febrero de 1922-Ib., 6 de diciembre de 2019), fue una actriz búlgara. Durante su carrera, protagonizó más de cincuenta y tres obras de teatro y veinticinco películas. fue candidata oficial del Libro Guinness de los récords como la actriz con la carrera profesional activa más longeva.

## Biografía
Se graduó en filología clásica en la Universidad de Sofía. Más tarde, estudió actuación en Bulgaria y Praga. Empezó a ser conocida tras participar en diferentes comedias de televisión. En 1945, tras la interpretación del papel de la criada en Los enredos de Scapin (Molière, 1945) se consolidó como actriz de comedia. Desde 1949 hasta 1956 actuó en múltiples obras en el teatro nacional Iván Vazov. Cofundó el Teatro Aleko Konstantinow, donde actuó en el periodo 1957-1991. En 2005 protagonizó la obra The Astronauts junto a Georgi Kaloyanchev.

## Filmografía
Filmografía más destacada:
- Tochka parva (1956)
- Lyubimetz 13 (1958)
- Spetzialist po vsichko (1962), como el peluquero
- Dzhesi Dzeyms sreshtu Lokum Shekerov (1966), como la esposa de Lokum
- El globo atado (1967)
- Byalata staya (1968)
- L'amante di Gramigna (1969)
- Ballena (película) (1970), como Grandma Stoyna
- Ezop (1970) como Casandra
- Byagstvo v Ropotamo (1973)
- Nako, Dako y Tsako (1974)
- Temnata Koria (1977)
- Toplo (1978)
- Patilansko tsarstvo (1980)
- Bash maystorat nachalnik (1983)
- Naslednicata (1984)
- Bronzoviyat klyuch (1984), como Samsarova
- Federatziya na dinastronavtite (1984)
- Pantudi (1993)
- Golemite igri (1999)
- Stakleni topcheta (1999)
- Rapsodiya v byalo (2002)
- Sofía residentes en exceso (2011-2018)